# Dušan Bajević
Dušan Bajević (em cirílico sérvio: Душан Бајевић, em grego: Ντούσαν Μπάγεβιτς, Doúsan Báyevits; nascido em 10 de dezembro de 1948) é um ex-jogador de futebol iugoslavo/bósnio e atualmente treinador.

## Carreira
Jogou pela Seleção Iugoslava de Futebol entre 1970 e 1977, tendo disputado a Copa do Mundo FIFA de 1974, onde marcou um hat-trick na vitória de 9 a 0 contra a Seleção da República Democrática do Congo de Futebol. Tornou-se treinador em 1984.

## Títulos

### Clubes
AEK Athens F.C.
- Super League Grega: 1978, 1979
- Copa da Grécia: 1978

### Treinador
Velež Mostar
- Yugoslav Cup: 1986

AEK Athens
- Greek Championship: 1989, 1992, 1993, 1994
- Copa da Grécia: 1996
- Greek Super Cup: 1989
- Greek League Cup: 1990

Olympiacos
- Greek Championship: 1997, 1998, 1999, 2005
- Copa da Grécia: 1999, 2005

PAOK
- Copa da Grécia: 2001